# San Gregorio da Sassola
San Gregorio da Sassola é uma comuna italiana da região do Lácio, província de Roma, com cerca de 1.445 habitantes. Estende-se por uma área de 35 km², tendo uma densidade populacional de 41 hab/km². Faz fronteira com Capranica Prenestina, Casape, Castel Madama, Ciciliano, Poli, Roma, Tivoli.
Era conhecida como Éfula (em latim: Aefula) no período romano.

## Demografia
| Variação demográfica do município entre 1861 e 2011                               |
|                                                                                   |
| Fonte: Istituto Nazionale di Statistica (ISTAT) - Elaboração gráfica da Wikipedia |